# 飞龙之拳 奥义之书
《飞龙之拳 奥义之书》是一款由Culture Brain制作和发行的横向卷轴平台游戏。本游戏于1987年2月14日在日本地区FC游戏机发行。于1989年8月在北美地区发行。
游戏的故事发生在中国一个神秘的地方。Ryuhi是在一个山顶出生并长大。他从聪慧的老师Juan这里接受了一些指导并成为一个武术专家。游戏分为两种不同的剧情，在初级版本中，玩家控制的Ryuhi需要击败5个头目并发现一些有价值的物品。

## 主要格鬥技與使用人
- 🇹🇼北少林太祖長拳（龍飛）
- 🇯🇵空手道（隼人）
- 🇭🇰南少林詠春拳（敏敏）
- 🇹🇭泰拳（韋羅）
- 🇺🇸搏擊（昇龍）
- 🇱🇺自由搏擊/踢拳
- 🇲🇭🇧🇷馬紹爾踢拳（剪刀腳卡波耶拉）
- 🇬🇷🇷🇺希臘俄羅斯摔角
- 🇲🇳蒙古摔角

## 評價
《Famicom通信》爲遊戲打出28/40分。遊戲媒體人鴫原盛之回顧稱，該作對動作遊戲新手而言難度較高，但值得擅長格鬥遊戲的玩家體驗。